# Schieferhakenschnabel
Der Schieferhakenschnabel (Diglossa albilatera) ist eine Vogelart aus der Familie der Tangaren (Thraupidae). Die Art kommt in Venezuela, Kolumbien, Ecuador und Peru vor. Der Bestand wird von der IUCN als nicht gefährdet (Least Concern) eingeschätzt.

## Merkmale

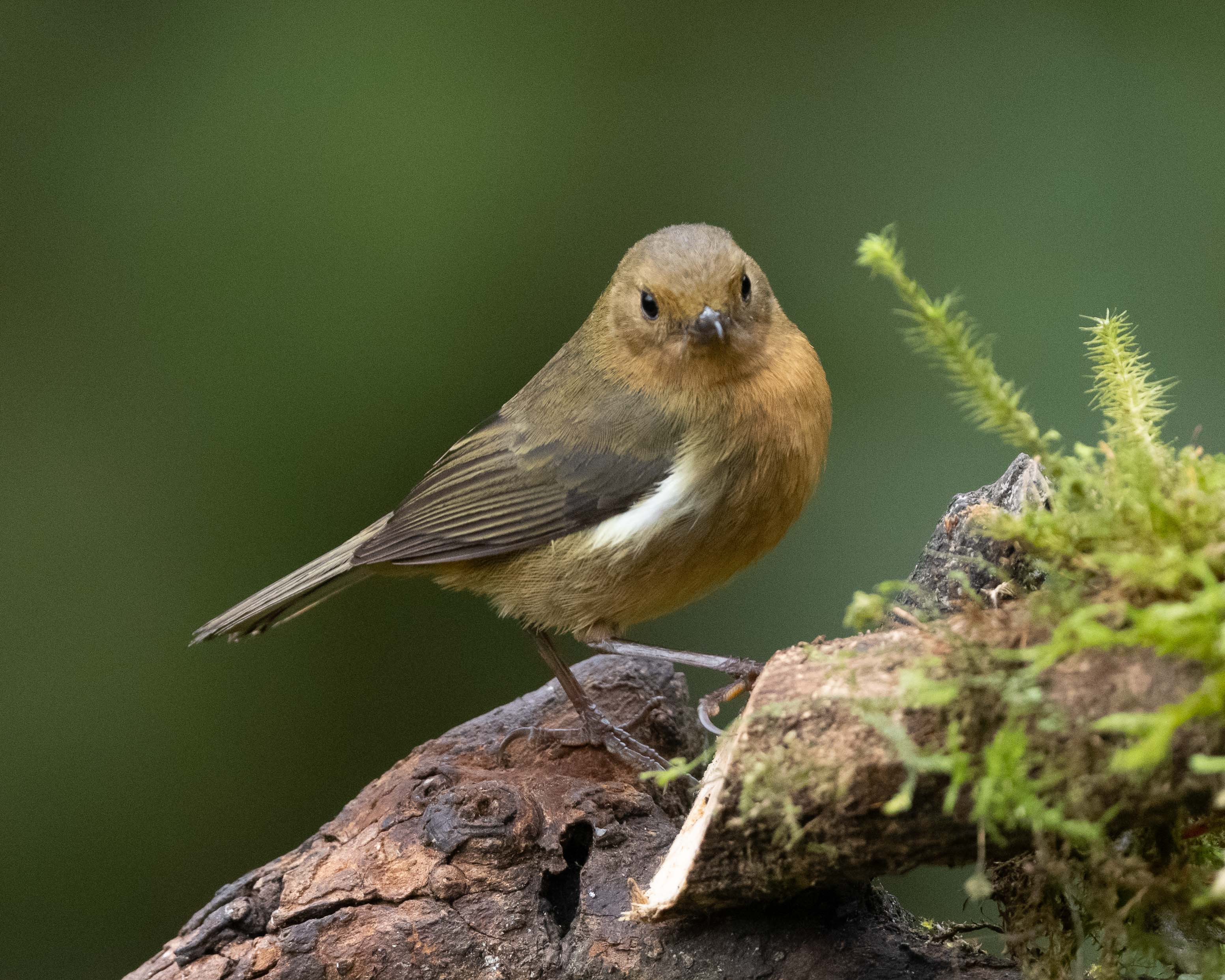
Schieferhakenschnabel, Weibchen

Der Schieferhakenschnabel erreicht eine Körperlänge von etwa 12,2 bis 13,2 Zentimetern bei einem Gewicht von etwa 10 Gramm. Der nach oben gewandte schwarze Schnabel hat eine hakenförmige Spitze. Das Männchen ist fast vollkommen schieferschwarz. An der Seite hat es einen verdeckten weißen Büschel sowie weiße Unterflügeldecken. Der Geschlechtsdimorphismus ist bei dieser Art sehr ausgeprägt. So hat das Weibchen im Gegensatz zum Männchen eine olivbraune Oberseite. Die Unterseite ist gelblichbraun bis braun, wobei die seitlichen Flanken olivfarben bis gelblichbraun sind. Ähnlich wie beim Männchen hat es einen halbverdeckten weißer Fleck und weiße Unterflügeldecken.

## Verbreitung und Lebensraum

Verbreitungsgebiet des Schieferhakenschnabel (grün)

Sie bewegen sich in den Stratifikationsschichten zwischen 0,5 und 4 Meter in verkümmerten Nebelwäldern, in feuchten Waldlichtungen mit Bambus und Gestrüpp und buschigen Hanglagen. Manchmal kann man sie bis in die städtischen Außenbezirke beobachten. Man findet diese Art in Höhen zwischen 1650 und 3300 Metern.

## Verhalten
Normalerweise sieht man diesen Schieferhakenschnabel in Paaren oder kleineren Gruppen, wobei sie sich auch mit anderen Arten vermischen. Wie andere Hakenschnabel sind sie sehr flink und hinterhältig. Sehr oft sitzen sie tief im Laub, um Angriffe zum Beispiel von Kolibris zu verhindern. Während sie auf den Ästen ruhen, schlagen sie regelmäßig mit den Flügeln und spreizt die Schopffedern. Bei der Suche nach Nektar durchbohren sie mit ihrem Schnabel die Blumenkronen von blühenden Kletterpflanzen und Bäumen. Über kürzere Strecken jagen sie hin und wieder auch Insekten. Ihre Nester bauen sie aus Moos, Grass und Flechten. Die Eier sind grünblau mit dicken rotbraunen Markierungen.

## Unterarten

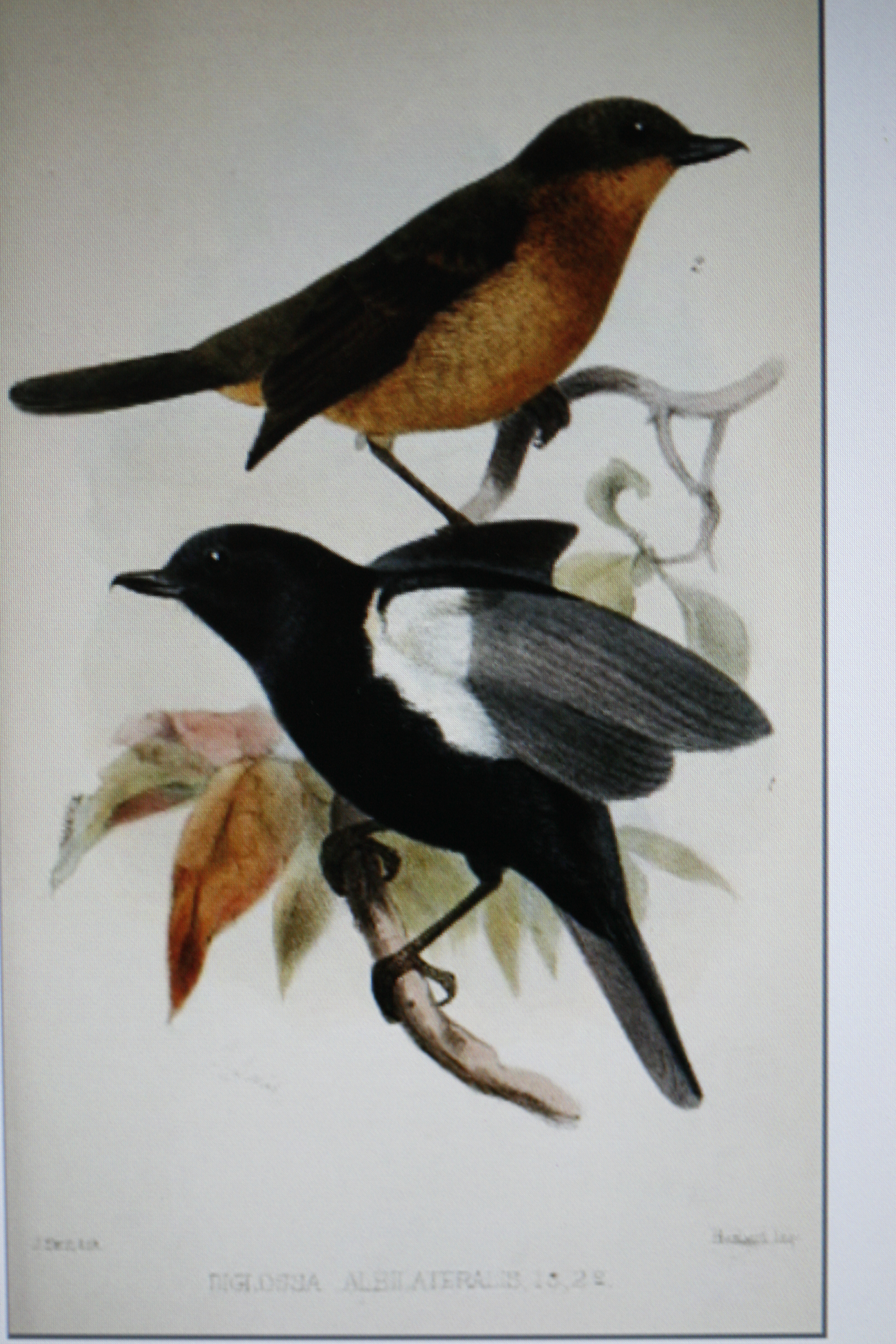
Bild von Joseph Smit: Schieferhakenschnabel ♂ und ♀

Es sind vier Unterarten beschrieben, die sich vor allem in ihrer Färbung und ihrem Verbreitungsgebiet unterscheiden:
- Diglossa albilatera albilatera Lafresnaye, 1843[2] Nominatform. Kommt in Venezuela in der Sierra Nevada de Santa Marta, der Sierra de Perijá und den Anden des Bundesstaates Trujillo vor. In Ecuador und in Kolumbien sind sie praktisch an alle drei Andenketten präsent. Nur der Südwesten Ecuadors stellt eine Ausnahme dar.
- Diglossa albilatera federalis Hellmayr, 1922 Das Verbreitungsgebiet erstreckt sich in Venezuela vom Nationalpark Yacambú im Bundesstaat Lara über Cordillera de la Costa in den Bundesstaaten Aragua bis in den Hauptstadtdistrikt Distrito Capital. Außerdem wurden sie am Pico Oriental im Bundesstaat Miranda auf 2400 Meter Höhe beobachtet. Das Federkleid des Männchens wirkt grauer und weniger schiefern als in der Nominatform.
- Diglossa albilatera schistacea Chapman, 1925[3] Kommt im extremen Südwesten Ecuadors und Nordwesten von Peru vor. Gleicht D. a. albilatera doch die Oberseite und die Vorderseite sind etwas blasser. Die Unterseite besonders nach hinten ist grauer. Ähnelt am meisten D. a. federalis ist aber auf der Unterseite etwas heller.
- Diglossa albilatera affinis Zimmer, JT, 1942.[4] Die Ssp kommt im nördlichen Zentralperu im Andenhochland am oberen Lauf des Utcubamba-Flusses vor. Seltener sind sie in den Regionen Ayacucho und im Nordwesten Cusco präsent. Schwanz und Flügel sind etwas größer als in der Nominatform. Im Großen und Ganzen wirkt es dunkler und stumpfer ohne den bläulichen Hauch an den Spitzen der Federn. Auch das Weibchen ist größer als in der Nominatform. Außerdem ist die Oberseite weniger oliv und dafür brauner. Die Farbtönung an Kehle und Brust wirkt farblich wärmer mit weniger ocker.

## Etymologie
Der Gattungsname ist von griechisch dis, di- (= zwei) und glossa (= Zunge) abgeleitet und bezieht sich auf die typische U-förmige Zunge dieser Gattung. Das Wort albilatera setzt sich aus den lateinischen Worten albus (= weiß) und lateralis (= seitlich) zusammen. Das spiegelt sich ebenfalls im englischen Trivialnamen White-sided Flowerpiercer wider.